# Deltochilum fuscocupreum
Deltochilum fuscocupreum är en skalbaggsart som beskrevs av Bates 1870. Deltochilum fuscocupreum ingår i släktet Deltochilum och familjen bladhorningar. Inga underarter finns listade i Catalogue of Life.